# Denise Nyakeru Tshisekedi
Pour les articles homonymes, voir Tshisekedi.
Denise Nyakeru Tshisekedi, née le 9 mars 1967 à Bukavu dans le Sud-Kivu (République démocratique du Congo), est l'épouse de Félix Tshisekedi, président de la République démocratique du Congo depuis le 24 janvier 2019.
Elle est la fondatrice de la Fondation Denise Nyakeru Tshisekedi (FDNT), consacrée aux femmes et aux filles congolaises.

## Biographie

### Enfance, famille et études
Née à Bukavu, Dénise Nyakeru est la cadette d’une fratrie de huit enfants, dont quatre filles. Elle est originaire du village Mwirama, groupement de Kanyola, chefferie de Ngweshe, territoire de Walungu, dans la province du Sud-Kivu.
Elle est la fille d'Étienne Nyakeru et de Christine M’ntalushika, tous deux décédés. Son père, considéré comme « évolué » (terme français utilisé sous la colonisation belge, désignant tout Africain ayant acquis un niveau d'éducation jugé suffisant, qui partage et adopte les valeurs européennes) avait un poste de responsabilité dans l’administration au grand Kivu.
En 1968, alors qu’elle n’avait que neuf mois, elle perd ses parents à la suite d'un accident de circulation
Après cette tragédie, elle est recueillie avec ses frères et sœurs à Kinshasa par son oncle maternel, à l'époque aumônier catholique des Forces armées zaïroises (FAZ), l'abbé Sylvestre Ngami Mudahwa, qui les a adoptés et élevés jusqu’à sa mort en 1985 lui aussi dans un accident de circulation sur l'avenue de l'Université à Kinshasa.
Elle obtient son diplôme d'État (baccalauréat (scolaire)) au lycée Tobongisa, dans la commune de Ngaliema à Kinshasa puis elle rejoint sa sœur Stéphanie (« Fanny ») qui vivait à Bruxelles, pour se former au métier d’infirmière.
Elle maîtrise le français, le swahili, le lingala et se débrouille également en anglais et en kinyarwanda.

### Carrière professionnelle
Elle a exercé son métier d'aide soignante dans différentes maisons de repos en Belgique, dont la dernière est la Maison de repos et de soins « les Jardins d’Ariane », dans la commune de Woluwe-Saint-Lambert à Bruxelles.
En 2018, elle quitte son travail pour accompagner son mari durant la campagne présidentielle de 2018.

### Première dame
Elle devient Première dame de la République démocratique du Congo lors de la cérémonie d'investiture de son mari le 24 janvier 2019 à Kinshasa au palais de la Nation.
En mars 2018, lors de la cérémonie de la Journée internationale des femmes, Denise Nyakeru prononce son premier discours en public, dans lequel elle promet de s’engager personnellement dans la lutte contre toutes les formes de violences faites aux femmes et particulièrement les violences sexuelles.
En mai 2019, elle crée la Fondation Denise Nyakeru Tshisekedi (FDNT) qui porte plusieurs projets, comme la santé des femmes, l'éducation des jeunes filles, l'autonomisation des femmes congolaises, la lutte contre toutes formes de violences basées sur le genre (VBG), la lutte contre la drépanocytose ou encore l'octroi de bourses d'études universitaires locales et internationales sous forme de prix d'excellence scolaire.
En février 2020, elle lance le programme Excellencia, qui est constitué des bourses d’études dans des universités locales et étrangères aux meilleurs lauréats des examens d'État (baccalauréat (scolaire)) dans le but de promouvoir l'excellence scolaire.

### Fondation Denise Nyakeru Tshisekedi (FDNT)
En mai 2019, elle crée la Fondation Denise Nyakeru Tshisekedi, qui a pour mission la valorisation de la femme et de la fille congolaise, avec quatre axes principaux : 
1. La santé de la femme ;
2. L'éducation de la jeune fille des milieux défavorisés et vulnérables ;
3. La lutte contre les formes de violences sexuelles contre les femmes et les filles ;
4. L'autonomisation financière de la femme congolaise[9].

Au cours de cette même année, la FDNT procède à la remise de 114 bourses d'études dans le cadre du projet Excellentia, initié par Denise Nyakeru Tshisekedi, afin d'accompagner les élèves excellant au niveau secondaire.

## Reconnaissances et distinctions
En mai 2019, Denise Nyakeru Tshisekedi est nommée ambassadrice de la bonne volonté par le Fonds des Nations unies pour la population (UNFPA), pour la lutte contre les violences basées sur le genre et l'autonomisation de la femme. En décembre de la même année, elle est désignée « championne mondiale de la prévention des violences sexuelles liées aux conflits » par le Bureau du représentant spécial du secrétariat général des Nations-Unies chargé de cette question. Ce titre vise à porter la voix  des victimes de ce fléau au plus haut niveau des institutions, tant au niveau national (RDC) qu'au niveau régional (Afrique) et mondial.

## Vie privée
Félix Tshisekedi adopte quatre filles et un garçon : Fanny, Anthony, Christina, Sabrina et Serena, de Denise Nyakeru.
Elle est de confession chrétienne.